# Janice Andrew
Pour les articles homonymes, voir Andrew.
Janice Andrew, née le 25 novembre 1943 à Lindfield, est une nageuse australienne spécialiste des épreuves en papillon.

## Palmarès

### Jeux olympiques
- Jeux olympiques de 1960 à Rome (Italie) :
  -  Médaille de bronze sur 100 m papillon.
  -  Médaille d'argent sur 4X100 m 4 nages[1]